# Michael Blumlein

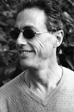
Michael Blumlein

Michael John Blumlein (* 28. Juni 1948 in San Francisco, Kalifornien; † 24. Oktober 2019) war ein US-amerikanischer Schriftsteller.

## Leben
Michael Blumlein studierte an der University of California, San Francisco, Medizin und arbeitete als Arzt, unter anderem in der Inneren Abteilung des dortigen Universitätskrankenhauses, an dem er auch unterrichtete, sowie im San Quentin State Prison und in Connecticut.
Blumlein war verheiratet und hatte eine Tochter. Er starb im Oktober 2019 im Alter von 71 Jahren nach langer Krankheit an den Folgen eines Bronchialkarzinoms.

## Schreiben
Seine erste Kurzgeschichte, Tissue Ablation and Variant Regeneration: A Case Report, wurde 1984 in dem britischen Science-Fiction-Magazin Interzone veröffentlicht. Sein erster Roman, The Movement of Mountains, erschien 1987 beim New Yorker Verlag St. Martin's Press. Sein zweiter Roman, X, Y, erschien 1993 und wurde 2004 verfilmt. Zu dem britischen Kurzfilm Decodings (1988), der den Jurypreis des San Francisco International Film Festivals gewann, schrieb er das Drehbuch. Eine Kurzgeschichtensammlung mit dem Titel The Brains of Rats erschien 1989. Sie wurde sowohl für den World Fantasy Award als auch den Bram Stoker Award nominiert und gewann den Readercon Small Press Award. Mit dem Titel All I Ever Dreamed erschien 2018 eine Sammlung aller seiner Kurzgeschichten und Erzählungen.

## Bibliografie
Romane
- The Movement of Mountains. St. Martin’s Press, New York 1987, ISBN 0-312-00621-7.
  - Deutsch: Das Bewegen der Berge. Übersetzt von Walter Brumm. Heyne Science Fiction & Fantasy #5156, 1994, ISBN 3-453-07773-3.
- X, Y. Dell Abyss, New York 1993, ISBN 0-440-21374-6.
- The Healer. Prometheus Pyr, Amherst 2005, ISBN 1-59102-314-9.
- The Roberts. Tachyon Publications, San Francisco 2011 (E-Book)
- Longer. Tor, New York 2019, ISBN 978-1-250-22981-6.

Sammlungen
- The Brains of Rats. Scream/Press, Los Angeles 1989, ISBN 0-910489-28-9.
- What the Doctor Ordered. Centipede Press, Lakewood 2013, ISBN 1-61347-057-6.
- Thoreau's Miscroscope. PM Press, Oakland 2018, ISBN 978-1-62963-516-3.
- All I Ever Dreamed. Valancourt Books, Richmond 2018, ISBN 978-1-943910-99-1.

Kurzgeschichten
1984:
- Tissue Ablation and Variant Regeneration: A Case Report (in: Interzone, #7 Spring 1984)

1986:
- The Brains of Rats (in: Interzone, #16 Summer 1986)
  - Deutsch: Die Gehirne von Ratten. In: Karl Michael Armer und Michael Nagula (Hrsg.): Zärtlich war die Zukunft: Liebesgeschichten aus der Welt von morgen. Luchterhand (Sammlung Luchterhand #822), 1989, ISBN 3-630-61822-7.

1988:
- Interview with C. W. (in: New Pathways Into Science Fiction And Fantasy, March 1988)
  - Deutsch: Interview mit C. W. In: Wolfgang Jeschke (Hrsg.): Das Blei der Zeit. Heyne Science Fiction & Fantasy #4803, 1991, ISBN 3-453-04996-9.
- The Domino Master (in: Omni, June 1988)
- The Promise of Warmth (in: Rod Serling’s The Twilight Zone Magazine, August 1988)
  - Deutsch: Das Versprechen von Wärme. In: Wolfgang Jeschke (Hrsg.): Partner fürs Leben. Heyne Science Fiction & Fantasy #5325, 1996, ISBN 3-453-08573-6.
- The Thing Itself (1988, in: Lou Aronica und Shawna McCarthy (Hrsg.): Full Spectrum)
  - Deutsch: So wie es ist. In: Wolfgang Jeschke (Hrsg.): Johann Sebastian Bach Memorial Barbecue. Heyne Science Fiction & Fantasy #4697, 1990, ISBN 3-453-04279-4.
- Drown Yourself (1988, in: Mississippi Review 47/48)
  - Deutsch: Ersäuf dich! In: Michael Nagula (Hrsg.): Atomic Avenue. Heyne Science Fiction & Fantasy #4704, 1990, ISBN 3-453-04287-5.

1989:
- Shed His Grace (1989, in: Rudy Rucker, Peter Lamborn Wilson und Robert Anton Wilson (Hrsg.): Semiotext[e] SF)
  - Deutsch: Sein bestes geben. In: Wolfgang Jeschke (Hrsg.): Gogols Frau. Heyne Science Fiction & Fantasy #5090, 1994, ISBN 3-453-07259-6.

1990:
- Bestseller (in: The Magazine of Fantasy & Science Fiction, February 1990)
  - Deutsch: Bestseller. In: Wolfgang Jeschke (Hrsg.): Heyne Science Fiction Jahresband 1992. Heyne Science Fiction & Fantasy #4865, 1992, ISBN 3-453-05385-0.
- The Glitter and the Glamour (1990, in: Michael Blumlein: The Brains of Rats)
  - Deutsch: Glanz und Glamour. In: Wolfgang Jeschke (Hrsg.): Die wahre Lehre – nach Mickymaus. Heyne Science Fiction & Fantasy #4747, 1991, ISBN 3-453-04487-8.
- Keeping House (1990, in: Michael Blumlein: The Brains of Rats)
  - Deutsch: Das Haus. In: Michele Slung (Hrsg.): Ich bebe wenn du mich berührst. Bastei Lübbe Paperback #28203, 1992, ISBN 3-404-28203-5.
- The Wet Suit (1990, in: Michael Blumlein: The Brains of Rats)

1993:
- Hymenoptera (in: Crank! #1, Fall 1993)

1995:
- Bloom (in: Interzone, #94 April 1995)

1997:
- Snow in Dirt (1997, in: Ellen Datlow und Terri Windling (Hrsg.): Black Swan, White Raven)
- Paul and Me (in: The Magazine of Fantasy & Science Fiction, October-November 1997)

1998:
- Revenge (in: The Magazine of Fantasy & Science Fiction, April 1998)

2000:
- Fidelity: A Primer (in: The Magazine of Fantasy & Science Fiction, September 2000; auch: Fidelity, 2018)

2001:
- Know How, Can Do (in: The Magazine of Fantasy & Science Fiction, December 2001)

2005:
- Greedy for Kisses (2005, in: Rolling Darkness Revue 2005: Darkness Rising)

2006:
- Strategy for Conflict Avoidance: Memo to the Commander-in-Chief (in: Flurb: A Webzine of Astonishing Tales, Issue #1, Fall, 2006; auch: Strategy for Conflict Avoidance: Memo to George W, Our Commander-in-chief, 2013)

2008:
- The Big One (in: Flurb: A Webzine of Astonishing Tales, Issue #6, Fall-Winter, 2008)

2009:
- California Burning (in: Asimov’s Science Fiction, August 2009)

2012:
- Twenty-Two and You (in: The Magazine of Fantasy & Science Fiction, March-April 2012)
- Bird Walks in New England (in: Asimov’s Science Fiction, July 2012)

2013:
- Success (in: The Magazine of Fantasy & Science Fiction, November-December 2013)
- Isostasy (2013, in: Michael Blumlein: What the Doctor Ordered)

2016:
- Choose Poison, Choose Life (in: Asimov’s Science Fiction, October-November 2016)

2018:
- Y(ou)r Q(ua)ntifi(e)d S(el)f (2018, in: Michael Blumlein: All I Ever Dreamed)